# Rezonville-Vionville
Rezonville-Vionville é uma comuna francesa na região administrativa do Grande Leste, no departamento de Mosela. Estende-se por uma área de 23.10 km², e possui 500 habitantes, segundo o censo de 2018, com uma densidade de 22 hab/km².
Foi criada, em 1 de janeiro de 2019, a partir da fusão das antigas comunas de Rezonville e Vionville.